# Энциклопедия Брокгауз
Энциклопе́дия Брокга́уз (нем. Brockhaus Enzyklopädie) — немецкая многотомная универсальная энциклопедия, издающаяся с начала XIX века. Хотя в разные годы она выходила под разными названиями, общее неофициальное название сохраняется прежним — «Брокгауз». Энциклопедия выпускается издательством «F. A. Brockhaus», основанным Ф. А. Брокгаузом (впоследствии — «Bibliographisches Institut & F. A. Brockhaus AG»).
Одной из основных особенностей энциклопедии является то, что для неё характерны не статьи-обзоры, а статьи-справки, что позволяло включать в издание стандартного для энциклопедий формата до 200—300 тысяч статей.
Брокгауз остался последней из четырёх универсальных энциклопедий мирового уровня на немецком языке после того, как был прекращён выпуск «Энциклопедического лексикона Майера» (нем. Meyers Konversations-Lexikon) в 1984 году, «Универсального лексикона Пирера» (нем. Universal-Lexikon der Gegenwart und Vergangenheit) в конце XIX века и «Энциклопедического лексикона Гердера» (нем. Herders Conversations-Lexikon) в 1960-х годах.

## История создания
История энциклопедии начинается с 1796 года, когда в Лейпциге начал выходить «Энциклопедический словарь с замечательным вниманием к теперешним временам» (нем. Conversations-Lexikon mit vorzüglicher Rücksicht auf die gegenwärtigen Zeiten) под редакцией доктора Ренатуса Готтхельфа Лёбеля (1767—1799). «Словарь…» включал статьи по географической и исторической тематике, биографии, статьи по мифологии, философии, естествознанию и пр. Тома 1—4 (от A до R; издание «Leipzig: F. A. Leupold») вышли в 1796—1800 годах, том 5 (издание «Leipzig: J. C. Werther») появился в 1806 году.
В 1808 году Фридрих Арнольд Брокгауз выкупил у обанкротившегося издателя за 1800 талеров на Лейпцигской книжной ярмарке право издания «Словаря…» и завершил его выпуск к 1811 году, добавив к первоначально запланированным шести ещё два тома дополнений (первый — издание «Amsterdam: F. A. Brockhaus»; второй — издание «Leipzig: F. A. Brockhaus»). Редактором последнего, шестого, тома был приглашён Кристиан Вильгельм Франке (нем. Christian Wilhelm Franke). Поняв важность этого предприятия, в 1812 году Брокгауз приступил ко второму изданию энциклопедии (в 10 томах), с соответствующими изменениями и дополнениями, взяв дополнительно на себя роль редактора энциклопедии. Уже это, второе, издание получило всеобщее признание.
В 1814 году, параллельно со вторым, начался выпуск третьего издания, которое так же, как и предыдущее, редактировал сам Брокгауз. Оба издания были завершены к 1819 году. В выпуске четвёртого и пятого издания Брокгаузу помогали доктор Людвиг Хайн, затем профессор Ф. Гассе (нем. F. C. Hasse). После смерти Брокгауза в 1823 году издание продолжили его сыновья — Фридрих и Генрих Брокгаузы, выполнившие совместно с Гассе работу над шестым и седьмым изданиями энциклопедии. Редактором восьмого и девятого изданий был доктор Карл Август Эспе (нем. Karl August Espe). В 1839 году к энциклопедии был добавлен указатель (нем. Universal-Register).
Доктор Август Куртцель (нем. August Kurtzel) и Оскар Пильц (нем. Oskar Pilz) редактировали десятое издание (в работе также участвовал Генрих-Эдуард Брокгауз (нем. Heinrich Edward Brockhaus)); в работе над одиннадцатым изданием участие принял Генрих-Рудольф Брокгауз (нем. Heinrich Rudolf Brockhaus). После смерти в 1871 году Куртцеля редакторами энциклопедии стали доктора Густав Штокманн (нем. Gustav Stockmann) и Карл Випперманн (нем. Karl Wippermann).
Подготовку пятнадцатого издания, получившего неофициальное название «Веймарский Брокгауз» (нем. Weimarer Brockhaus), прервала Первая мировая война, и работы по нему начались только в 1925 году. В комплект издания также входил атлас (копий которого к сегодняшнему дню практически не осталось) с картами размером в полную страницу и полноцветными вклейками. Весь текст набран готическим шрифтом, а иностранные слова — антиквой; собственно процесс набора происходил на строконаборных отливочных машинах. Хотя в идеологическом плане редакция испытывала сильное давление нацистской идеологии (что особенно проявилось в последних двух томах), за некоторым исключением качество материалов достаточно высоко.
Предполагалось, что вторая редакция пятнадцатого, «великогерманского», издания (нем. großdeutsche Ausgabe) будет полностью написана с пронацистских позиций, однако, реализации планов издательства помешала Вторая мировая война. В 1939 году вышел только один том, а в следующем году работа над изданием была остановлена.
После окончания Второй мировой войны издательство, выпускавшее «Брокгауз», разделилось на две части — народное издательство «Brockhaus» в ГДР и фирма «F. A. Brockhaus» в ФРГ. Дальнейшую работу над энциклопедией продолжило издательство «F. A. Brockhaus», с 1984 года — «Bibliographisches Institut & F. A. Brockhaus AG».
Последнее, двадцать первое, издание стало крупнейшей печатной немецкой энциклопедией: оно содержит около 300 тыс. статей и свыше 40 тыс. карт, схем и таблиц, расположенных на 24,5 тыс. страницах. Над созданием энциклопедии с лета 2003 года работали 70 редакторов и свыше 1000 авторов статей. Первые тома начали выходить осенью 2005 года; к сентябрю 2006 года были полностью напечатаны все 30 томов. Интересным фактом подготовки издания явилось то, что лицензионные издержки на иллюстрации превысили стоимость оплаты всех работ над текстом энциклопедии.
В феврале 2008 года издательство объявило о том, что в связи с низкими продажами двадцать первого издания (в том числе из-за высокой цены — 2670 евро), оно планирует более не издавать энциклопедию в бумажном виде, а сделать бесплатной и разместить на сайте, показ рекламы на котором станет основным источником прибыли. Однако уже к апрелю было объявлено об отмене этого, а также о том, что, вероятно, «двадцать второе издание нашего словаря всё-таки состоится». В конце 2008 года стало известно о том, что права на издание энциклопедии переходят к компании «Bertelsmann», а предыдущий владелец продолжит издавать словари под маркой «Дуден».
В июне 2013 года «Bertelsmann» объявил о планах прекращения распространения бумажной версии энциклопедии с 2014 года, а электронной версии — с 2020 года. При этом рассматривается вопрос о судьбе самой торговой марки «Брокгауз» — «хорошей марки», по мнению собственника. В августе 2014 года продажи печатных изданий были прекращены, однако редакционное обновление электронной версии энциклопедии будет продолжаться в течение неопределённого времени.

### Электронные версии
В ноябре 2002 года «Брокгауз» был впервые выпущен в электронном виде — на двух CD- и одном DVD-диске. Эта версия, основанная на двадцатом издании энциклопедии, насчитывала 260 тыс. статей и 14,5 тыс. иллюстраций и стоила свыше 1000 евро. Электронная версия, вышедшая в ноябре 2005 года на двух DVD-дисках и USB-накопителе (стоимостью 1500 евро), основана на двадцать первом издании энциклопедии и содержит 260 тыс. статей, 25 тыс. изображений, 280 видеофайлов и 3000 аудиофайлов. Дополнительно в её комплект входили трёхмерный анатомический атлас, энциклопедия для студентов, англо-немецкий словарь и компьютерный планетарий. Электронная версия энциклопедии, выпущенная в 2008 году, в целом повторяет состав и содержимое версии 2005 года.
В последние годы реализовано несколько проектов по оцифровке первых изданий «Брокгауза»: в частности, доступны для чтения первое и четырнадцатое издания энциклопедии.

### Издания малого и среднего объёма
Помимо издания «большого» «Брокгауза», выходит и несколько серий малого и среднего объёма, материал в которых основан на его данных. Последними являются следующие издания:
- «Брокгауз в пятнадцати томах» (нем. Der Brockhaus in fünfzehn Bänden), второе издание, 7200 с, 140 тыс. определений (2002);
- «Брокгауз в десяти томах» (нем. Brockhaus in zehn Bänden), первое издание, 7360 с, 150 тыс. определений (2004);
- «Брокгауз в пяти томах» (нем. Der Brockhaus in fünf Bänden), десятое издание, 5472 с, 125 тыс. определений (2004);
- «Брокгауз в трёх томах» (нем. Der Brockhaus in drei Bänden), четвёртое издание, 2592 с, 80 тыс. определений (2006).

В предыдущие годы выходили и другие серии аналогичных изданий:
- «Новый Брокгауз. Энциклопедия в четырёх томах» (нем. «Der Neue Brockhaus. Allbuch in vier Bänden»), 4 тома, 1936—1938;
- «Новый Брокгауз», 5 томов, 1958—1960 (1 доп. том, 1964);
- «Малый Брокгауз» (нем. «Der Kleine Brockhaus»), 2 тома, 1961—1962;
- «Народный Брокгауз» (нем. «Der Volks-Brockhaus»), 1959.

## Влияние на культуру
Энциклопедия завоевала широкую популярность, поскольку рассказывала о результатах открытий и исследований в простой и доступной форме без излишних подробностей. Многие издатели по всему миру впоследствии заимствовали этот подход к созданию энциклопедий. К примеру, седьмое издание «Брокгауза» легло в основу энциклопедии «Американа» (1829—1833) — первой значительной американской энциклопедии, а тринадцатое послужило первоосновой для Энциклопедического словаря Брокгауза и Ефрона. По образу Брокгауза были также построены голландская («Winkler Prins Geïllustreerde Encyclopaedie») и шведская («Svenskt Konversations-Lexicon») энциклопедии. Энциклопедия Британника одиннадцатого издания говорит на этот счёт: «Никакая другая работа справочного характера не является более полезной и успешной, более копируемой, подражаемой или переводимой, чем энциклопедия Брокгауза».
О качестве энциклопедии говорят следующее:

Энциклопедический словарь Брокгауза был образцовым изданием подобного рода: отлично оформленный, добросовестно подготовленный в научном и редакционном отношении. Миллионы читателей оценили и общественную позицию Брокгауза, который совершенно исключил из словаря политические и корпоративные оценки, руководствуясь одним требованием: всё должно быть описано и объяснено одинаково ясно и добросовестно.

Однако, согласно исследованию журнала «Stern», проведённому в конце 2007 года, 43 из 50 случайно отобранных статей из немецкого раздела Википедии были качественно лучше, нежели аналогичные статьи в энциклопедии Брокгауза. При этом оценивались точность и полнота статей, оперативность обновления информации и простота чтения.

## Принципы издания и оформления
Поскольку энциклопедия должна служить многие годы, большое значение имеет не только внешний вид томов, но и качество вёрстки и удобство пользования. Уже в 1824 году была введена двухколоночная вёрстка, значительно облегчающая чтение, а затем начато использование внешних полей страницы под иллюстрации, что явилось новинкой в печатном деле. В целях повышения долговечности томов при выполнении переплётов вместо шитья нитками стало применяться шитьё металлической проволокой.
Основная часть томов каждого издания не обновлялась около десяти лет, поэтому практически с самого начала выпуска энциклопедии к каждому из них создавались дополнительные тома (нем. Supplementbände) с обновлёнными данными. В изданиях, начиная с пятнадцатого, в дополнительные тома было решено выносить языковые словари и атласы.
Для богатых читателей некоторые издания выходили в кожаных переплётах, например, семнадцатое (в зелёной либо коричневой коже) и восемнадцатое. Специальные («deluxe») версии девятнадцатого и двадцать первого изданий вышли в переплётах, оформленных, соответственно, архитектором и художником Фриденсрайхом Хундертвассером и актёром Армином Мюллер-Шталем. Двадцатое издание оформил художник и актёр Андрэ Геллер (в корешок каждого тома он поместил небольшое прозрачное окошко с каким-либо предметом за ним, «олицетворяющим» данный том).

## Список изданий
| № издания | Название                        | Место издания       | Годы издания основных томов | Количество основных томов и страниц в них | Годы издания дополнительных томов | Количество дополнительных томов и страниц в них | Количество статей | Количество иллюстраций |
| --------- | ------------------------------- | ------------------- | --------------------------- | ----------------------------------------- | --------------------------------- | ----------------------------------------------- | ----------------- | ---------------------- |
| 1         | Conversationslexicon            | Амстердам и Лейпциг | 1796—1808                   | 6 (2762 с.)                               | 1809—1811                         | 2                                               |                   |                        |
| 2         | Conversations-Lexikon           |                     | 1812—1819                   | 10                                        | —                                 | —                                               |                   |                        |
| 3         | Conversations-Lexicon           |                     | 1814—1819                   | 10                                        | —                                 | —                                               |                   |                        |
| 4         | Hand-Enzyclopädie               | Лейпциг             | 1817—1819                   | 10                                        | 1818                              | 1                                               |                   |                        |
| 5         | Real-Encyclopädie               | Лейпциг             | 1819—1820                   | 10                                        | 1819—1820                         | 1                                               |                   |                        |
| 6         | Real-Encyclopädie               | Лейпциг             | 1824                        | 10                                        | 1822—1826                         | 1 + 2 из «Новой серии» (каждый в 2-х чч.)       |                   |                        |
| 7         | Real-Encyclopädie               | Лейпциг             | 1827                        | 12 (10 489 с.)                            | 1829                              | 1                                               |                   |                        |
| 7         | Real-Encyclopädie               | Лейпциг             | 1830                        | 12 (10 489 с.)                            | —                                 | —                                               |                   |                        |
| 8         | Real-Encyclopädie               | Лейпциг             | 1833—1837                   | 12 (10 689 с.)                            | 1839                              | указатель (242 с.)                              |                   |                        |
| 9         | Real-Encyclopädie               | Лейпциг             | 1843—1848                   | 15 (11 470 с.)                            | —                                 | —                                               |                   |                        |
| 10        | Real-Encyclopädie               | Лейпциг             | 1851—1855                   | 15 (12 564 с.)                            | —                                 | —                                               |                   |                        |
| 11        | Real-Encyclopädie               | Лейпциг             | 1864—1868                   | 15 (13 366 с.)                            | 1871—1873                         | 2 (1764 с.) + указатель (136 с.)                | 50 000            |                        |
| 12        | Conversations-Lexikon           | Лейпциг             | 1875—1879                   | 15                                        | —                                 | —                                               |                   |                        |
| 13        | Brockhaus Conversations-Lexikon | Лейпциг             | 1882—1887                   | 16                                        | 1887                              | 1                                               |                   |                        |
| 14        | Brockhaus Konversations-Lexikon | Лейпциг             | 1893—1895                   | 16                                        | 1897                              | 1                                               |                   |                        |
| 14        | Brockhaus Konversations-Lexikon | Лейпциг             | 1898                        | 17                                        | —                                 | —                                               |                   |                        |
| 14        | Brockhaus Konversations-Lexikon | Лейпциг             | 1901—1903                   | 16                                        | 1904                              | 1                                               |                   |                        |
| 14        | Brockhaus Konversations-Lexikon | Лейпциг             | 1908—1910                   | 17                                        | —                                 | —                                               |                   |                        |
| 14        | Brockhaus Konversations-Lexikon | Лейпциг             | 1920                        | 17                                        | —                                 | —                                               |                   |                        |
| 15        | Der Große Brockhaus             | Лейпциг             | 1928—1934                   | 20 (15 800 с.)                            | 1935 + 1937                       | 1 (768 с.) + атлас                              | 200 000           |                        |
| 15        | Der Große Brockhaus             | Лейпциг             | 1939                        | 1 (778 с.)                                | —                                 | —                                               |                   |                        |
| 16        | Der Große Brockhaus             | Висбаден            | 1952—1957                   | 12                                        | 1958 + 1960 + 1963 + 1967         | 1-й + атлас + 2-й + 2-й (перераб.)              |                   |                        |
| 17        | Brockhaus Enzyklopädie          | Висбаден            | 1966—1974                   | 20                                        | 1975—1981                         | 5                                               |                   |                        |
| 18        | Der Große Brockhaus             | Висбаден            | 1977—1981                   | 12                                        | 1981—?                            | 8                                               |                   |                        |
| 19        | Brockhaus Enzyklopädie          | Мангейм             | 1986—1994                   | 24                                        | 1995—1999                         | 9 + атлас + атлас (перераб.)                    |                   |                        |
| 20        | Brockhaus Die Enzyklopädie      | Мангейм             | 1996—1999                   | 24 (17 000 с.)                            | 1999                              | 6                                               | 260 000           | 35 000                 |
| 21        | Brockhaus Enzyklopädie          | Мангейм             | 2005—2006                   | 30 (24 500 с.)                            | —                                 | —                                               | 300 000           | 40 000                 |